# Moras-en-Valloire
Moras-en-Valloire là một xã thuộc tỉnh Drôme trong vùng Auvergne-Rhône-Alpes ở đông nam nước Pháp. Xã Moras-en-Valloire nằm ở khu vực có độ cao 252 mét trên mực nước biển.